# Gerald Bartley
Pour les articles homonymes, voir Bartley.
 (novembre 2023).
Gerald Bartley (12 juin 1898-18 avril 1975) est un homme politique irlandais du Fianna Fáil qui est ministre de l'Enfance et du Gaeltacht et ministre de la Défense de 1959 à 1965. Il est député pour les circonscriptions de Galway et Galway West de 1932 jusqu'à sa retraite en 1965,.

## Biographie
Bartley est né à Cloghan, dans le comté de Mayo. Il est le fils du sergent John Bartley du RIC et d'Anne Costelloe, épicière. Sa famille s'installe ensuite à Clifden, dans le comté de Galway. Il fait ses études dans les écoles O'Connell de Dublin et rejoint les Volontaires irlandais en 1914. Il devient finalement vice-brigadier de la brigade du Connemara de l'armée républicaine irlandaise, sert dans une colonne volante pendant la guerre d'indépendance et est interné pendant la guerre civile. En 1925, Bartley est élu au conseil du comté de Galway et est président du comité des finances avant son élection au Dáil Éireann.
Pendant près de vingt ans, Bartley reste député d'arrière-ban avant sa première nomination gouvernementale au poste de secrétaire parlementaire du ministre de l'Agriculture en 1951. À son retour au gouvernement en 1957, Bartley est nommé secrétaire parlementaire du ministre de l'Industrie et du Commerce. Il est nommé secrétaire parlementaire du ministre des Finances l'année suivante avant de rejoindre le cabinet en tant que ministre du Gaeltacht en 1959. Deux ans plus tard, Bartley devient ministre de la Défense, poste qu'il occupe jusqu'à sa retraite de la politique en 1965.